# Діамант (ракета-носій)

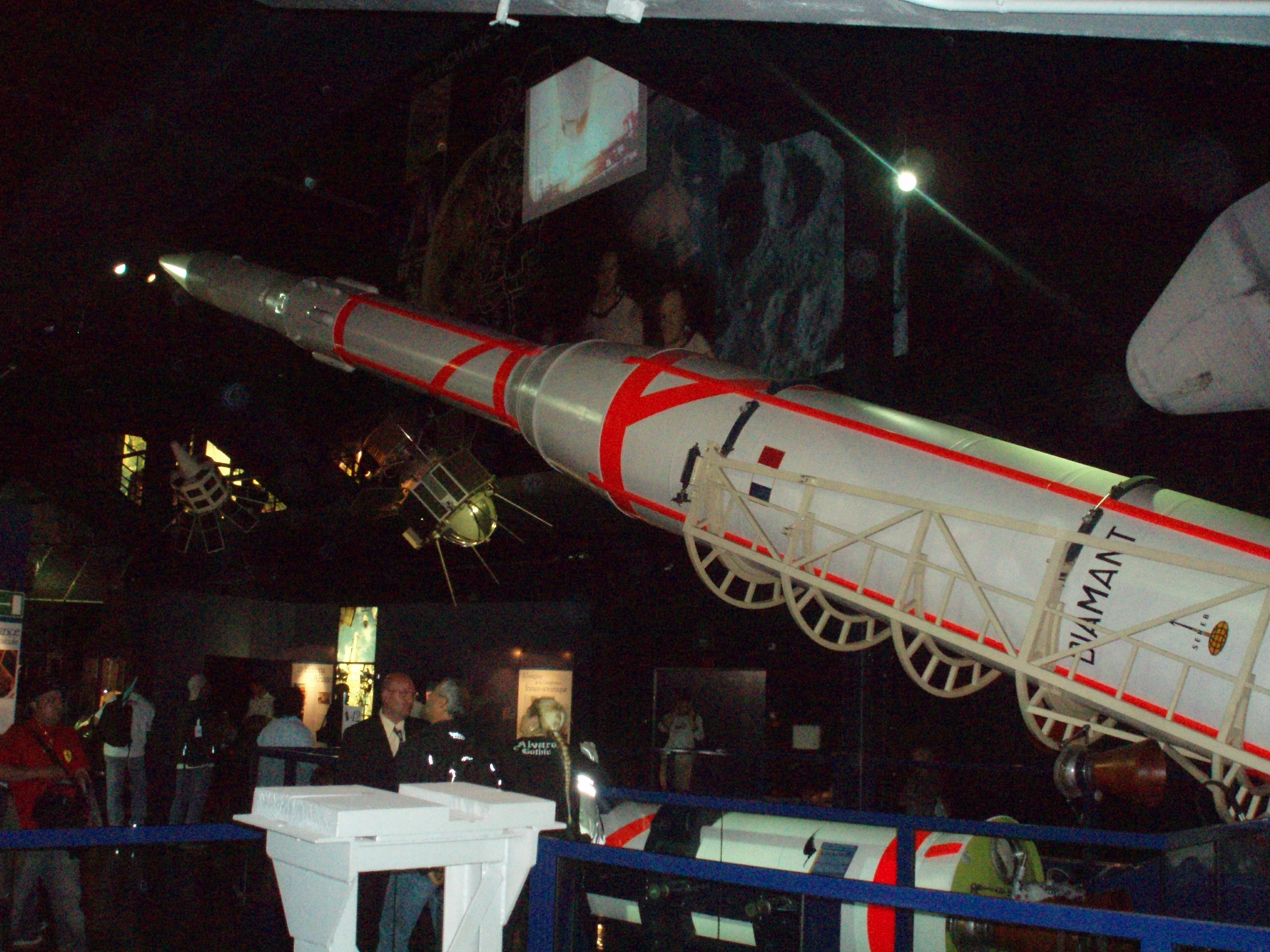
Діамант в Ле Бурже

Діамант (фр. Diamant) — перша французька ракета-носій і перша космічна ракета, котра була сконструйована не в СРСР або в США.
Діамант був розроблений на базі військової програми Pierres précieuses (дорогоцінні камені).
Всього між 1965 і 1975 роками було проведено 12 пусків ракет сімейства Діамант, 9 і яких були повністю успішними, 1 частково успішним і лише 2 невдалими. Найвідомішим є запуск першого французького штучного супутника Астерікс 26 листопада 1965 року Всупереч успіху, Франція згорнула програму національної ракети у 1975 року, щоб зосередити свої сили на загальноєвропейській ракеті Аріан.
Існують такі версії ракети Діамант — це A, B і B—P4. Всі вони триступінчаті і можуть виводити корисний вантаж масою до 150 кг на орбіту висотою 200 км.